# In the Name of the King: A Dungeon Siege Tale
In the Name of the King: A Dungeon Siege Tale (Brasil: Em Nome do Rei / Portugal: Em Nome do Rei - Ascensão e Luta) é um filme de ação, aventura e fantasia de 2007 dirigido por Uwe Boll e estrelado por Jason Statham, Claire Forlani, Leelee Sobieski, John Rhys-Davies, Ron Perlman, Matthew Lillard, Ray Liotta, Burt Reynolds e Kristanna Loken. É inspirado na série de jogos eletrônicos Dungeon Siege. O filme em inglês é uma coprodução internacional da Alemanha, Canadá e Estados Unidos e filmado no Canadá. Estreou no Festival de Filmes Fantásticos de Bruxelas em abril de 2007 e foi lançado nos cinemas em novembro de 2007.

## Sinopse
Uma aventura épica de fantasia, baseada na série de jogos mais conhecida da Microsoft, Dungeon Siege. O Poderoso Rei Konreid (Burt Reynolds) precisa defender seu castelo e seu povo do diabólico Gallian (Ray Liotta), que quer derrubá-lo. Um exército aterrorizante de monstros guerreiros, conhecidos como Krugs, é enviado pelo vilão para invadir o reino em busca do rei. A vida de um homem simples chamado Farner (Jason Statham) muda para sempre quando o Krugs destroem sua pacífica comunidade. Depois de ter seu filho assassinado e sua mulher (Claire Forlani) seqüestrada, ele está determinado a se vingar e parte em busca da esposa. Mas o que ele encontra durante a jornada vai revelar muito mais sobre seu destino do que ele poderia prever.

## Elenco
- Jason Statham ... Agricultor / Fazendeiro / Camden Konreid
- Leelee Sobieski ... Muriella
- John Rhys-Davies ... Merick
- Ron Perlman ... Norick
- Claire Forlani ... Solana
- Kristanna Loken ... Elora
- Matthew Lillard ... Duke Fallow
- Ray Liotta ... Gallian
- Burt Reynolds ... Rei Konreid
- Brian J. White... Comandante Tarish
- Mike Dopud ... General Backler
- Will Sanderson ... Bastian
- Tania Saulnier ... Tawlyn
- Gabrielle Rose ... Delinda
- Terence Kelly ... Trumaine
- Colin Ford ... Zeph
- Michelle Harrison ... Mulher Histérica
- Eva Padberg ... Serva
- Darren Shahlavi ... Porteiro
- Aaron Pearl ... General Aziel
- Michael Eklund ... Escudeiro
- Ron Selmour ... General Hallette
- Paul Wu ... Tenente Rawden
- Stephen Park ... Escravo Armado
- Marcel Maillard ... Mercador
- Daniel Boileau ... Escravo
- Christopher Rosamond ... Soldado #1
- Sage Brocklebank ... Soldado #2
- Carrie Fleming ... Mulher Chorosa
- Jacqueline Ann Steuart ... Escrava da Caravana #1
- Travis MacDonald ... Escrava da Caravana #2
- Alana Kagan ... Concumbina
- Naomi Lazarus ... Concumbina
- Duncan Fraser ... Velho Homem
- Aidan Williamson ... Garoto da Cidade

## Produção
O orçamento de produção foi de US$60 milhões, sendo a produção de filmes mais cara de Uwe Boll até hoje.

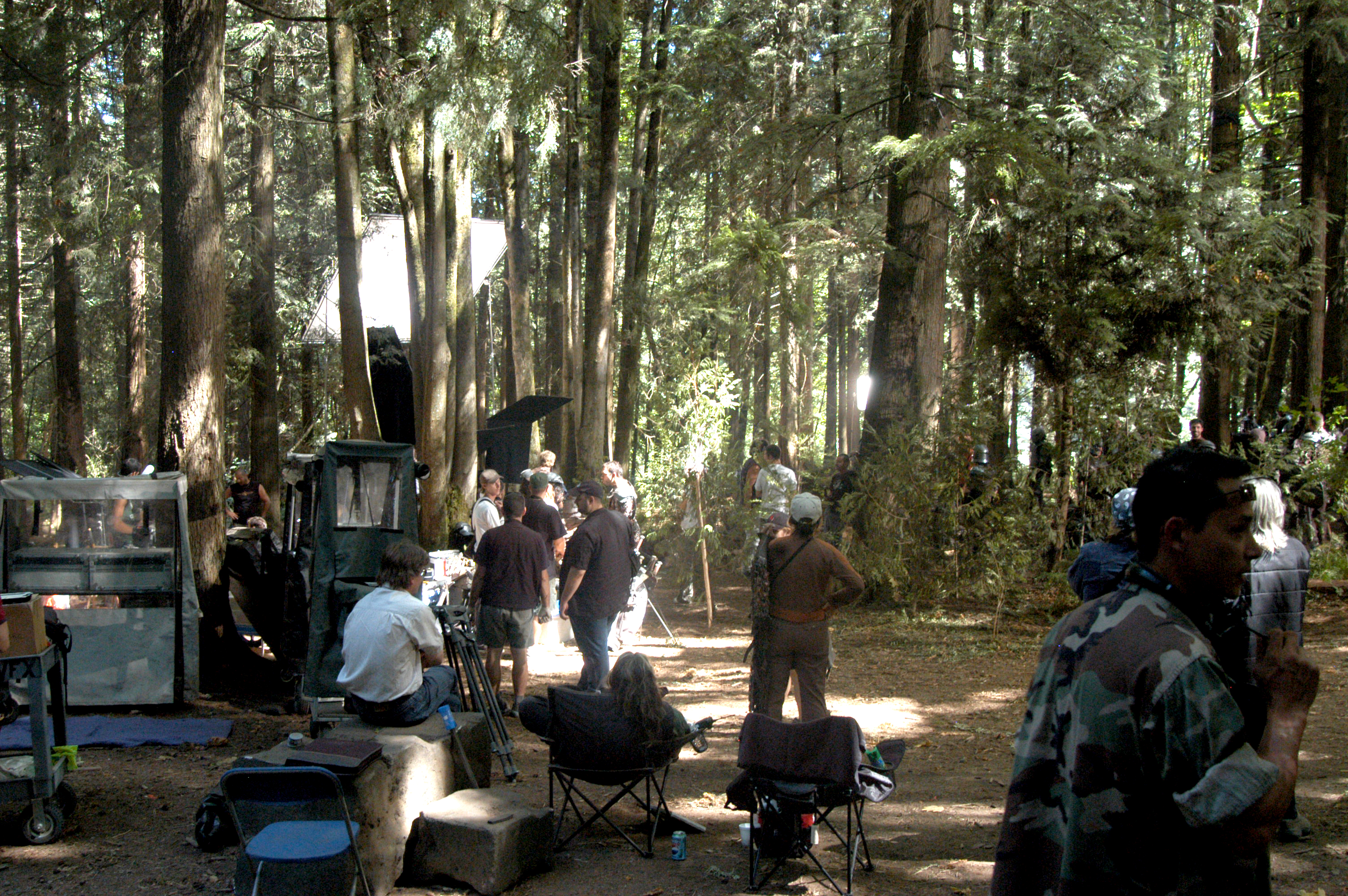
Partes do filme foram filmadas em Robert Burnaby Park

Boll disse que duas versões serão produzidas devido a duração. O primeiro será executado por 127 minutos como um único filme aparado para lançamento cinematográfico. O segundo, com versão do diretor, será para DVD e terá duração de aproximadamente 156 minutos.
O filme foi filmado perto da municipalidade de Sooke, a área mais ocidental da Grande Victria, Distrito Regional da Capital (CRD), Colúmbia Britânica. Os habitantes locais e as pessoas das Primeiras Nações foram recrutados como extras e para outras tarefas.
Efeitos visuais foram adicionados na pós-produção. As empresas incluíam Elektrofilm, Frantic Films, The Orphanage, PICTORION das werk, Rocket Science VFX, Technicolor Creative Services, TVT postproduction e upstart! Animation.

## Trilha sonora
A banda alemã de power metal Blind Guardian gravou o tema principal do filme, "Skalds and Shadows". A banda britânica de metal progressivo Threshold contribuiu com a música "Pilot in the Sky of Dreams" de seu álbum Dead Reckoning. A banda sueca de power metal, HammerFall, também contribuiu com uma faixa, "The Fire Burns Forever". Wolfgang Herold foi o produtor executivo da trilha sonora.

## Recepção

### Bilheteria
In the Name of the King foi um fracasso nas bilheterias, arrecadando US$3,265,000 milhões em sua estreia nos Estados Unidos. Ele havia arrecadado US$10,3 milhões em todo o mundo, incluindo US$2,47 milhões na Alemanha, US$1,39 milhão na Rússia e US$1,22 milhão na Espanha. Posteriormente, Uwe Boll anunciou que este seria seu primeiro e último filme com um grande orçamento.

### Resposta da crítica
O filme foi criticado pelos críticos de cinema. O filme possui uma classificação de 4% "Rotten" no site agregador de críticas Rotten Tomatoes, com base em 50 avaliações, o filme também está classificado entre os 100 piores filmes do site nos anos 2000 e, em 2008, a Time listou o filme em sua lista dos dez piores filmes de videogame. Metacritic relatou que o filme teve uma pontuação média de 15 em 100, com base em 11 críticas - indicando "aversão esmagadora". Muitos críticos atacaram as semelhanças estreitas do filme com outros filmes de fantasia, especialmente os populares filmes O Senhor dos Anéis. 
O filme foi indicado a cinco prêmios Framboesa de Ouro, incluindo pior filme, pior roteiro, pior ator coadjuvante (Burt Reynolds) e pior atriz coadjuvante (Leelee Sobieski), com Uwe Boll ganhando o pior diretor.

## Sequências
Apesar de ser considerado um fracasso de bilheteria, Boll filmou uma sequência intitulada In the Name of the King 2. As filmagens começaram em 1 de dezembro de 2010 e foi lançado em 2011. O filme é estrelado por Dolph Lundgren e Natassia Malthe.
Um terceiro filme, In the Name of the King 3: The Last Mission, foi filmado em 2013, mas não foi lançado até 2014. O filme estrelou Dominic Purcell, com Boll retornando para a direção.

## Mídia doméstica
O DVD, lançado em 15 de abril de 2008, não inclui a versão de 156 minutos. O lançamento do Blu-ray em dezembro de 2008 contém esta edição. 813,147 unidades foram vendidas, gerando uma receita de US$14,865,984, arrecadando mais do que a bilheteria do filme nos cinemas.